# Kika Edgar
Sandra Ericka Edgar Garza, conhecida pelo nome artístico de Kika Edgar (Tampico,  9 de janeiro de 1985) é uma atriz, bailarina e cantora de voz soprano, mexicana.

## Telenovelas
- La doña (2020)- Romelia Vega
- La reina del sur (2019)- Genoveva Alcalá
- Nada Personal (2017) - Tenente Claudia Campos
- Mentir para vivir (2013)- Celeste Flores
- Porque el amor manda (2012-2013) - Xochitl Martínez
- La Fuerza del Destino (2011) - Carolina Muñoz
- Atrévete a soñar (2010) - Ingrid
- Pasión (2007) - Inés Marquez
- Contra viento y marea (2005) - Regina Campos
- Clap...El lugar de tus sueños (2003) - Helena
- Amor real (2003) - Catalina Heredia
- Por un beso (2000) - Voz Blanca
- Primer amor... a mil por hora (2000) - Olivia
- Cuento de navidad (1999)

## Séries de televisão
- Operacion Triunfo - Reserva
- Mujeres asesinas 3 (2010) - Paula, bailarina - Paula Treviño
- Mujeres asesinas (2008) - Margarita, ponzoñosa - Teodora Márquez
- Mujer, casos de la vida real (2004) - 2 episodios
- CLAP, Sueños de juventud (2000)
- Cantando por un sueño (2006)
- Reyes de la canción (2006)

## Teatro
- Scherezada y Francisco
- Hombres (2005)
- Cabaret (2007)
- La Novicia Rebelde (2009)
- Pegados (2012)

## Discografia
- Cantando por un Sueño (2006)
- Kika (2007)
- Lo Siento Mi Amor (2008)
- Señor Amante (2009)
- Broadway: Kika Edgar (2011)